# Michael J. Pollard
Michael J. Pollard, właśc. Michael John Pollack Jr. (ur. 30 maja 1939 w Passaic, zm. 20 listopada 2019 w Los Angeles) – amerykański aktor filmowy i telewizyjny, nominowany do Oscara za drugoplanową rolę w filmie Bonnie i Clyde (1967; reż. Arthur Penn).

## Filmografia

### Role filmowe
- Przygody młodego człowieka (1962) jako George
- Dzikie anioły (1966) jako Pigmy
- Rosjanie nadchodzą (1966) jako Stanley, mechanik
- Bonnie i Clyde (1967) jako C. W. Moss
- Mały Fauss i duży Halsy (1970) jako Fauss
- Królowe Dzikiego Zachodu (1971) jako szeryf
- Czterech jeźdźców Apokalipsy (1975) jako Clem
- Melvin i Howard (1980) jako Little Red
- Jeźdźcy burzy (1986) jako Tesla
- Amerykański gotyk (1987) jako Woody
- Roxanne (1987) jako Andy
- Wigilijny show (1988) jako Herman
- Tango i Cash (1989) jako Owen
- Prawo krwi (1989) jako Harold
- Uśpiony obóz 3: Nastoletnie odpady (1989) jako Herman Miranda
- Nocny gość (1989) jako Stanley Willard
- Dlaczego ja? (1990) jako Ralph
- Milionerzy ze śmietnika (1990) jako Palomar
- Kłopotliwy nieboszczyk (1990) jako kierownik motelu
- Mroczny anioł (1990) jako Boner
- Dick Tracy (1990) jako Bug Bailey
- Sobowtór (1991) jako Brad
- W mgnieniu oka (1992) jako szczurołap
- Komary śmierci (1993) jako Hopper
- Arizona Dream (1993) jako Fabian
- Odyseja (1997) jako Eol
- Niesione wiatrem (1999) jako pan Cummings
- Twoja na zawsze Lulu (2000) jako Hippie
- Niebezpieczna prawda (2002) jako Don
- Dom 1000 trupów (2003) jako Stucky

### Występy w serialach TV
- Alfred Hitchcock przedstawia (1955–1962) jako Hansel Eidelpfeiffer/pucybut (gościnnie)
- Star Trek (1966–1969) jako Jahn (gościnnie)
- Crime Story (1986–1988) jako Leon Barski (gościnnie)
- Młodzi jeźdźcy (1989–1992); gościnnie
- Opowieści z krypty (1989–1996) jako Ed (gościnnie)
- Skrzydła (1990–1997) jako Benny (gościnnie)
- Lekarze z Los Angeles (1998–1999) jako 8294-7 (gościnnie)
- Jak pan może, panie doktorze? (1998–2004) jako Elliott (gościnnie)
- Jack i Jill (1999–2001); gościnnie